# コネチカット西部保留地

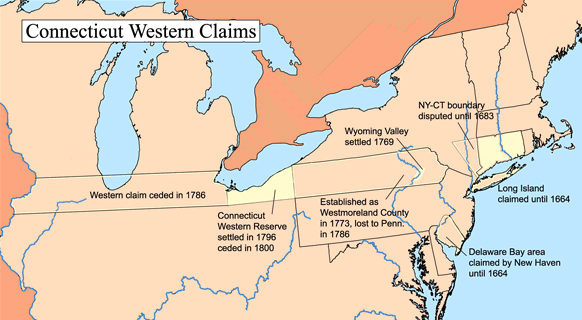
コネチカットの西部における土地領有の主張

コネチカット西部保留地（Connecticut Western Reserve）は、現在のオハイオ州北東部にあった北西部領土の、コネチカット州が所有を主張した土地。

## 歴史

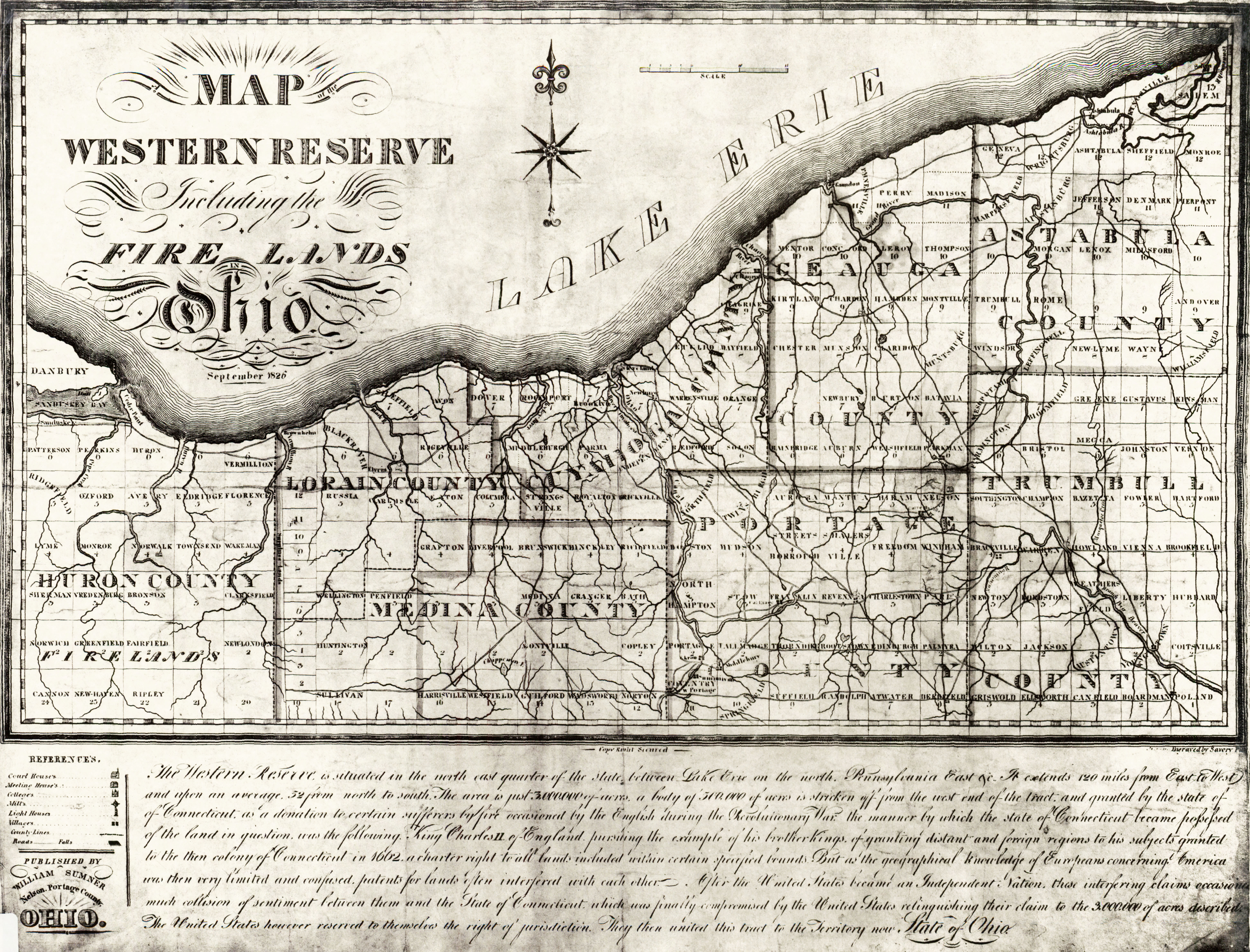
1826年の西部保留地の地図

ペンナマイト＝ヤンキー戦争（w:Pennamite-Yankee War）と連邦政府の仲裁の後にその「海から海へ」与えられた譲与地のペンシルベニアの部分（ウェストモアランド郡）を諦めざるを得なくなったにせよ 、コネチカットはペンシルベニアの境界の西に横たわる北緯41度と42度2分の間の土地の権利を固守した。
オハイオの州内では、領有主張地はエリー湖と、現在の合衆国高速道224号の約3マイル南、ヤングスタウン、アクロン、ニューロンドン、ウィラードのちょうど南のラインの間の長さ120マイル（190km）の細長い土地だった。オハイオの外では、後のミシガン、インディアナ、イリノイ、アイオワ、ネブラスカ、ワイオミング、ユタ、ネバダ、カリフォルニアの各州になる部分が含まれていた。
1786年9月13日の日付のその領土割譲の証書（アメリカ合衆国の独立のための彼らの戦争債務を課した連邦の条件と引き換えに、合衆国は彼らの西部の土地の主張を諦めた）で、コネチカットはオハイオに3百万エーカー （12,000 km²）以上を保持した。1796年、コネチカットはその土地を投資家（当初はもともと8人の購入者で、彼らのほとんどはコネチカット州サフィールド出身だった）に売り、彼らはコネチカット土地会社を設立した。しかし、インディアンの保留地の所有権は消滅していなかった。明確な所有権は、1795年のグリーンヴィル条約（w:Treaty of Greenville）と1805年のインダストリー砦条約（w:Treaty of Fort Industry）まで得られなかった。保留地の西端には、独立戦争中にイギリス軍の焼き討ちで破壊されたいくつかのニューイングランドの町の居住者に与えられた、500,000エーカー（2,000 km²）のファイアランズ（Firelands、または「受難者の土地」）が含まれていた。
土地会社は土地のバランスの測量のために町を5マイル四方 （25平方マイル）の大きさで並べた。今日、西部保留地にある町は、州の他の地域の町の大部分とサイズが異なり、6マイル四方（36平方マイル） となっている。
翌年、モーゼス・クリーブランド（w:Moses Cleaveland）が率いる土地会社のチームは、測量の準備のために保留地を歩き回った。このチームはまた、その後地域で最大の都市に成長するクリーブランドの町を創設した。
その後数年間、入植者は少しずつ領地に来始めた。ヤングスタウンの町は1796年に、ウォーレンは1798年、オーロラは1799年、アシュタビューラは1803年にそれぞれ創設された。
1800年、北西部領土はトランブル郡を創設した。ウォーレンが郡の都に指定されたために、町は「西部保留地の歴史的首都」と自称している。後に、さらにいくつかの郡が領地に開拓されていった。

## 建築
西部保留地の建築は、入植者がやって来たニューイングランドの町のそれを模倣した。多くの建築物は、ジョージア調、フェデラル調、ギリシャ復古調にデザインされた。オーロラ、カンフィールド、ゲイツミルズ、ハドソン、ミラン、ノーウォーク、ペインズヴィルといった町は、これらのスタイルの混合と伝統的なニューイングランドの都市計画の良い例である。

## 文化
初期の入植者は領地を「ニューコネチカット」と呼んだが、その名前は後に「ウェスタン・リザーブ（西部保留地）」に取って代わった。ハドソンに1826年に設立されたウェスタン・リザーブ大学（ケース工科大学（1880年設立）と1967年に合併し、ケース・ウェスタン・リザーブ大学となった）はその過去の結び付きの一例だ。